# Lucius Apuleius

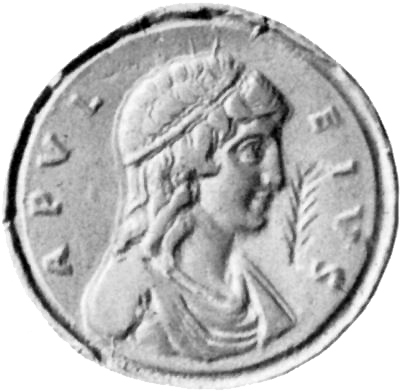
Elképzelt portré egy medálon Apuleiusról a negyedik század végéről

Latinosan Lucius Apuleius, görögösen madaurai Apuleiosz (Madaura (ma: Madara), Karthágó, 125 körül – 180 körül) ókori római író, platóni filozófus.
Athénban tanult platonizmust, beutazta Itáliát, Kis-Ázsiát és Egyiptomot  és számos kultusz vagy misztérium beavatottja lett. Életének leghíresebb esete az volt, amikor azzal vádolták, hogy mágiával szerezte meg egy gazdag özvegy szerelmét (és vagyonát). Bíróság előtt kellett megvédenie magát. Védőbeszédében kigúnyolja ellenfeleit, ez az ókor egyik legviccesebb alkotása.

## Élete
Karthágóban született, Madaura városában (ma: M'daourouch, Algéria), egy Numidia és Getulia határán fekvő római kolónia területén (ugyanott, ahol Hippói Szent Ágoston később gyermekévei egy részét töltötte), magát félig numidának, félig getulnak mondta. Apja területi tisztviselő volt, aki jelentősebb vagyont tudott ráhagyni. Karthágóban és később Athénban tanult, többek közt platonista filozófiát.
Beavatást nyert az Ízisz-misztériumokba, ezután Rómába ment, és latin szónoklattant tanult. Később nagyívű utazásokat tett Kis-Ázsiában és Egyiptomban is.
Letelepedve Rómában és Athénban élt ügyvédként, de filozófiával is foglalkozott. Egy volt athéni iskolatársa anyját, Aemilia Pudentillát vette feleségül. A gazdag özvegy rokonai varázslással vádolták; ez ellen védekezett Apologia („Védőbeszéd”) című művében.

## Munkássága
Leghíresebb műve az Az aranyszamár (Asinus aureus), más néven Metamorphoses (Átváltozások) című, az egyetlen teljes egészében ránk maradt antik regény, mely Lucius, egy szamárrá változott, majd ismét emberi alakot öltött ifjú kalandjait meséli el. Ennek a műnek részlete az Amorról és Psychéről szóló mese. Egyébként egy másik és hasonló nevű ókori szerző, Lukianosz is írt egy teljesen hasonló történetet (Lukiosz, avagy a szamár). Utóbbi mű meglehetősen sok pikáns részt is tartalmaz, már ami a tartalmat, és nem a megfogalmazást illeti.
Jelentős szerepe volt az először az Arisztotelész Hermeneutikájában található kategorikus kijelentésviszonyokról szóló logikai négyszög elterjedésében, amit róla neveztek el Apuleius-négyszögnek.
Amatőr platonista filozófus volt. A kora középkori és skolasztikus filozófia egyik fontos Platón-forrása az ő De Platone et eius dogmate (Platón és tanításai) és De mundo (A világról) című írásai, mind Bathi Adelhard, mind a chartres-i iskola filozófusai az ő, valamint a 4. században élt Calcidius közvetítésével és kommentárjai révén ismerték meg Platón Timaioszát (bár Macrobius, Martianus Capella platonizáló alkotásaira és Boethius De consolatione philosophiae című elméleti művére is támaszkodtak).

## Művei magyarul
- Amor és Psyche. Apuleius meséje; ford., bev. Csengeri János; Franklin, Bp., 1911 (Olcsó könyvtár)
- Az aranyszamár. 1. köt.; ford. Braun Soma; Herczka, Bp., 1919 (Kék könyvek)
- Amor és Psyche. Miletosi mese; ford. Révay József; Kner, Gyoma, 1921 (Monumenta literarum)
- Az aranyszamár; ford. Révay József; Genius, Bp., 1925 (Nagy írók – nagy írások)
- Az aranyszamár. Regény; ford., utószó Révay József; Magyar Helikon–Európa, Bp., 1971 (Bibliotheca classica)
- A mágiáról / Virágoskert; ford. Détshy Mihály, versford. Kárpáty Csilla, Szepessy Tibor, utószó Szepessy Tibor, jegyz. Détshy Mihály; Magyar Helikon–Európa, Bp., 1974 (Az ókori irodalom kiskönyvtára) ISBN 963207257X
- Aranyszamár (Európa Könyvkiadó Kft, 2002, Budapest) ISBN 9789630768955
- Védőbeszéd. A mágiáról / Apologia. De magia; ford. Détshy Mihály, versford. Kárpáty Csilla, előszó, jegyz. szöveggond. Dörömbözi János; General Press, Bp., 2002 (Ókori klasszikusok sorozat)
- A világról. Szónoki és filozófiai művek; ford. Böröczki Tamás, Détshy Mihály, Kendeffy Gábor, utószó Kendeffy Gábor, szerk., jegyz. Teravagimov Péter; Magyar Könyvklub, Bp., 2003 (Írók, költők, gondolkodók) ISBN 963 547 847 X

## Szakirodalom
- Falus Róbert: Apollón lantja. A görög-római irodalom kistükre (Móra Ferenc Könyvkiadó, Budapest, 1982)
- Falus Róbert: A római irodalom története (Gondolat Könyvkiadó, Budapest, 1970)
- Leffler Sámuel: Római irodalomtörténet – A középiskolák felsőbb osztályai számára és a művelt közönség használatára, Lampel Róbert (Wodianer F. és Fiai) Cs. és Kir. könyvkereskedése, Budapest, 1903, 194–195. o.